# Kamogawa Odori
Kamogawa Odori (jap. 鴨川をどり) – jeden z festiwali tańca w Kioto, w Japonii, organizowany co roku na wiosnę od 1872. 
Gejsze (zwane w Kioto geiko) oraz maiko (adeptki tego zawodu) ze społeczności Ponto-chō (jeden z pięciu dystryktów rozrywki) prezentują spektakle taneczne oparte na motywach historycznych lub literackich. Przedstawienia mają miejsce w teatrze Ponto-chō Kaburenjō, który na co dzień służy gejszom jako miejsce nauki i ćwiczeń.  

## Galeria

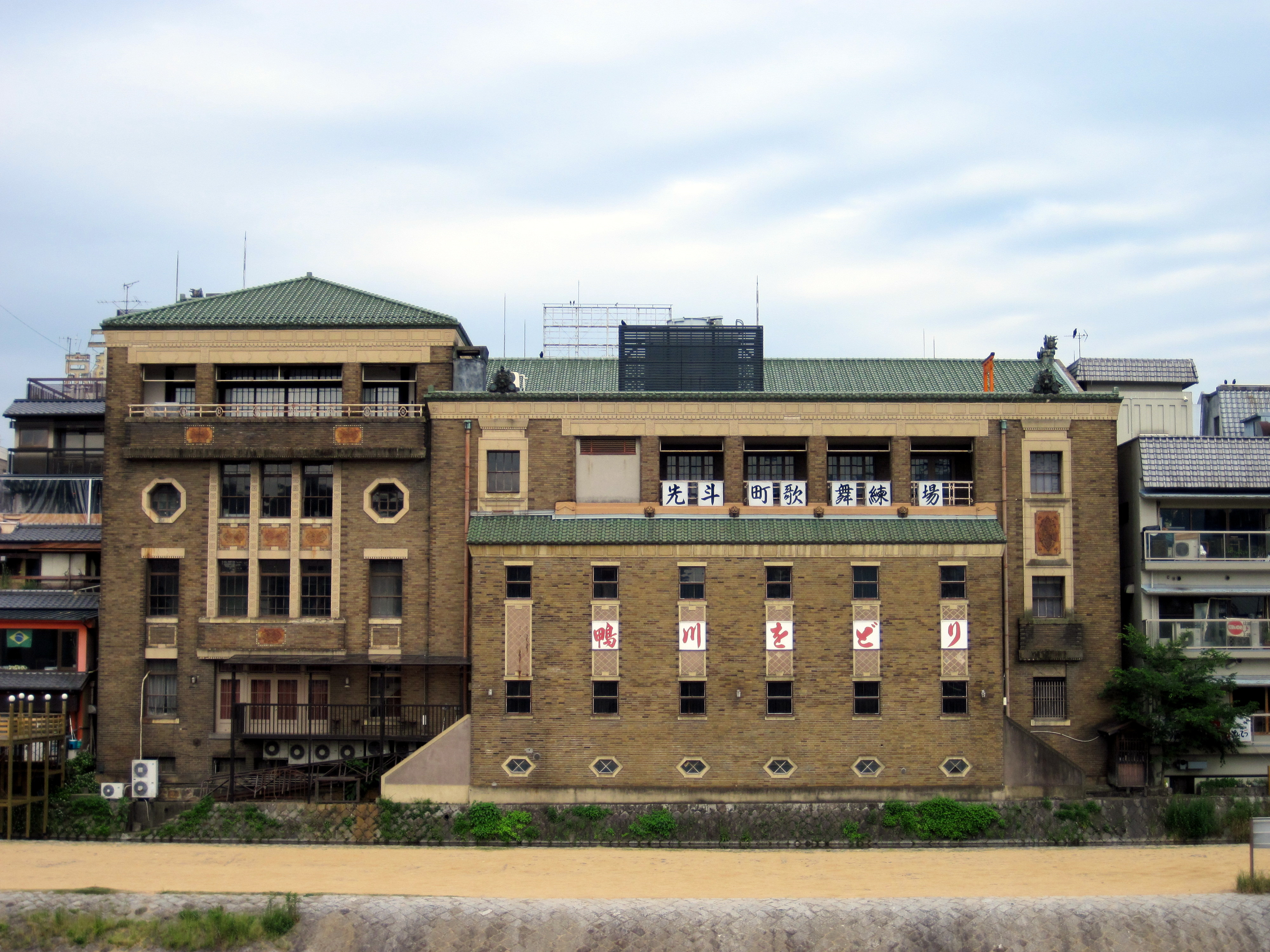
Teatr Ponto-chō Kaburenjō
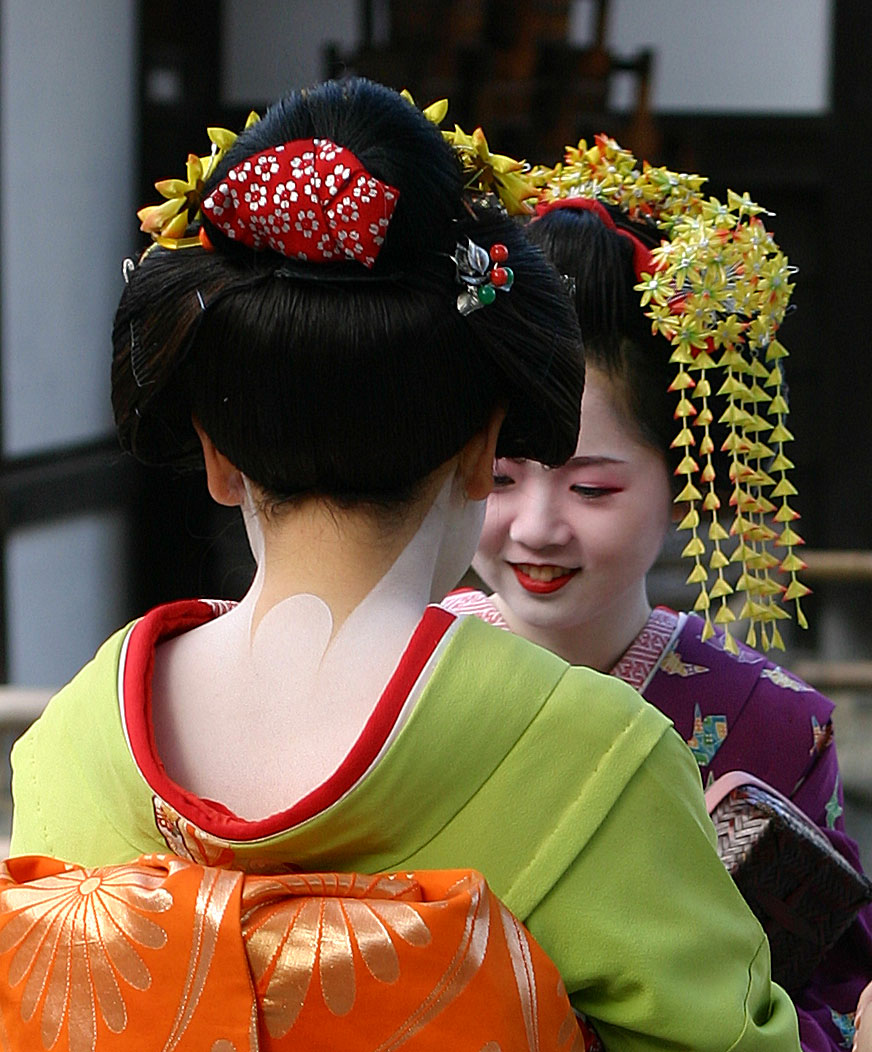
Maiko w Kioto
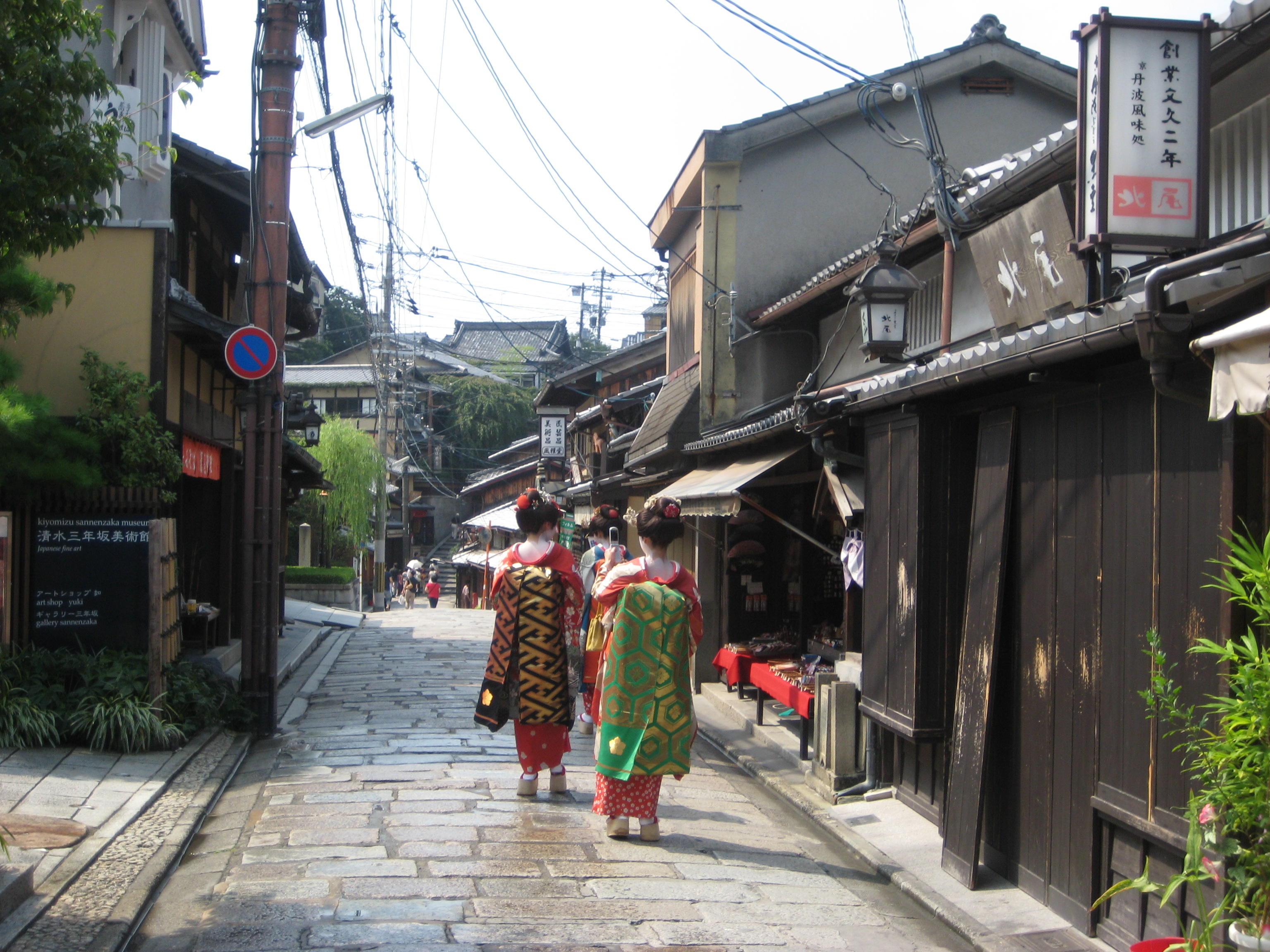
Spacer po Kioto